# とんぼ (ヨーゼフ・シュトラウスの曲)

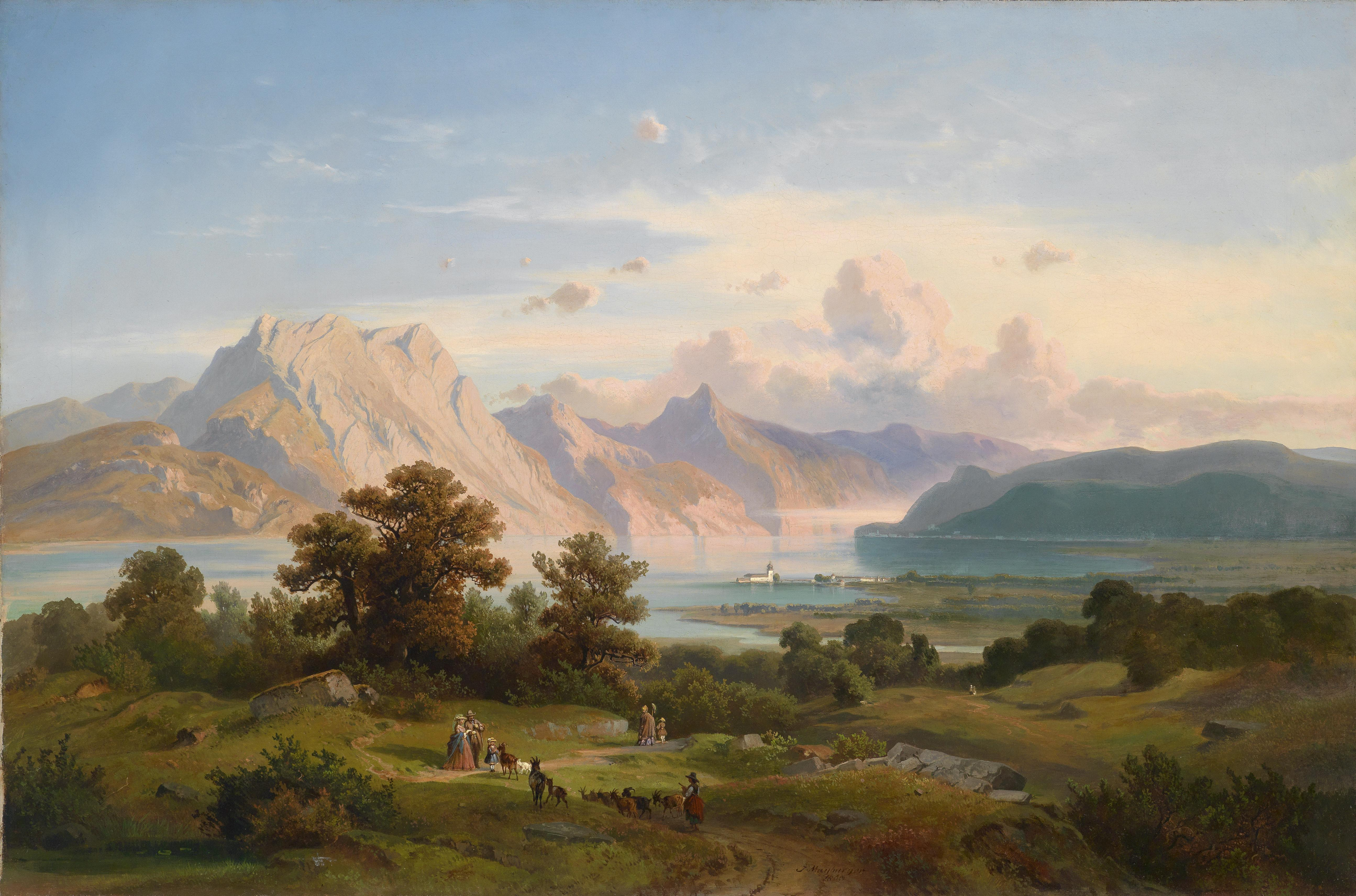
1863年頃にトラウン湖とその周辺の風景を描いた絵画

『とんぼ』（ドイツ語: Die Libelle）作品204は、ヨーゼフ・シュトラウスが1866年に作曲したポルカ・マズルカ。原題に赤色を表す言葉は含まれていないが、『赤とんぼ』という邦題が用いられる場合もある。演奏時間はおよそ5分。
作曲者の代表作のひとつであり、かつポルカ・マズルカという音楽のジャンル自体を代表する作品でもある。

## 楽曲解説
1866年、ヨーゼフ・シュトラウスは妻のカロリーネとともに、オーバーエスターライヒ州に位置するトラウンシュタイン山とその周辺へハイキングに出かけた。その際にヨーゼフは土手で優雅に飛ぶトンボを見て、新曲の着想を得た。こうして、羽音をたてて水辺を飛ぶトンボの様子を表すとされる、この『とんぼ』が作曲された。
普墺戦争に敗北して沈むオーストリアの世相の中で、大々的な宣伝は行われなかったが、1866年10月21日にフォルクスガルテンの演奏会で初演された後、喝采を浴びて4回もアンコールされたという。
1889年12月2日、エジソンの代理人から録音を依頼されたブラームスは、自身の『ハンガリー舞曲』第1番とヨーゼフの『とんぼ』の2曲を選び、自分でピアノを弾いて蓄音機に録音した。このブラームスによる録音は史上初のレコーディングとされているため、この『とんぼ』は初めてレコーディングされた楽曲のひとつといえる。しかし、もともとうまく録音できなかったことに加え、第二次世界大戦の戦災に遭ったことが致命的打撃となり、現在ではブラームスによる『とんぼ』はほとんど聞き取れなくなってしまっている。ブラームスが直々に演奏したという歴史的な価値の高さから、これまで何度か復元が試みられているが、いずれも成功していない。

## 余談
- 最も好きな曲を尋ねられた指揮者オトマール・スウィトナーは、「好きな曲は何万となくある。そのなかで、ひとつだけ選ぶなら……『とんぼ』だ。この曲を演奏すると、指揮者もオーケストラも観客も幸せな気分になれる。交響曲は……居眠りをする聴衆もいる。でもこの曲ではそんなことはない。人を明るい気分にさせる、特別な曲だ」と答えている。